# 1993 год в кино

## Фильмы

### Мировое кино
- «Аризонская мечта»/Arizona Dream, Франция-США (реж. Эмир Кустурица)
- «Аромат зелёной папайи»/L’Odeur de la papaye verte/Mùi đu đủ xanh, Франция-Вьеткьеу Франции[англ.] (реж. Чан Ань Хунг)
- «Аромат любви Фанфан»/Fanfan, Франция, (реж. Александр Жарден)
- «Беглец»/The Fugitive, США (реж. Эндрю Дэвис)
- «Безбилетник»/Schwarzfahter, Германия, (реж. Пепе Данкравт)
- «Бесстрашный»/Fearles, США, (реж. Питер Уир)
- «Бетховен 2»/Beethoven’s 2nd, США (реж. Род Дэниэл)
- «Блю»/Blue, Великобритания, (реж. Дерек Джармен)
- «Босоногий»/赤腳小子, Гонконг, (реж. Джонни То)
- «Бронкская история»/A Bronx Tale, США (реж. Роберт Де Ниро)
- «Внезапная ярость»/Sudden Fury, США, (реж. Крэйг Бэксли)
- «Во имя отца»/In the Name of the Father, Великобритания—Ирландия, (реж. Джим Шеридан)
- «Вооружённый отряд»/Posse, США—Великобритания, (реж. Марио Ван Пиблз)
- «Восходящее солнце»/Rising Sun, США, (реж. Филипп Кауфман)
- «Временная секретарша»/The Temp, США, (реж. Том Холланд)
- «Городской охотник»/城市獵人, Гонконг, (реж. Вон Чин)
- «Горячие головы! Часть вторая»/Hot Shots! Part Deux, США, (реж. Джим Абрахамс)
- «Готова на всё»/Malice, США, (реж. Харолд Беккер)
- «Даже девушки-ковбои иногда грустят»/Even Cowgirls Get the Blues, США, (реж. Гас Ван Сент)
- «Двуязычный любовник»/El Amante Bilingue, Испания—Италия, (реж. Висенте Аранда)
- «День сурка»/Groundhog Day, США, (реж. Гарольд Рамис)
- «Дерево, мэр и медиатека»/ L’Arbre, le maire et la médiathèque ou Les Sept hasards, Франция, (реж. Эрик Ромер)
- «Дети свинга»/Swing Kids, США, (реж. Томас Картер)
- "Джек-Медведь/Jack the Bear, США, (реж. Маршалл Херсковиц)
- «Джованни Фальконе»/Giovanni Falcone, Италия, (реж. Джузеппе Феррара)
- «Дикое сердце»/Untamed Heart, США, (реж. Тони Билл)
- «Добрый сынок»/The Good Son, США, (реж. Джозеф Рубен)
- «Дракон: История жизни Брюса Ли»/Dracon: The Bruce Lee Story, США, (реж. Роб Коэн)
- «Дэйв»/Dave, США, (реж. Айван Райтман)
- «Жажда золота»/La Soif De L’Or, Франция, (реж. Жерар Ури)
- «Жерминаль»/Germinal, Франция—Бельгия—Италия, (реж. Клод Берри)
- «Загадочное убийство в Манхэттене»/Manhattan Murder Mystery, США, (реж. Вуди Аллен)
- «Заряженное оружие»/Loaded Weapon 1, США, (реж. Джин Квинтано)
- «Золотые яйца»/Huevos de oro, Испания—Италия—Франция, (реж. Бигас Луна)
- «Идеальный мир»/A Perfect World, США, (реж. Клинт Иствуд)
- «Исчезновение»/The Vanishing, США, (реж. Джордж Слёйзер)
- «Киборг-полицейский»/Cyborg Ninja, США, (реж. Сэм Ферстенберг)
- «Когда тайное становится явным»/When The Bough Breaks, США, (реж. Майкл Кон)
- «Короткие истории»/Short Cuts, США, (реж. Роберт Олтмен)
- «Кошмар перед Рождеством»/The Nightmare Before Christmas, (мультфильм), Великобритания-США (реж. Генри Селик)
- «Криминальная история»/重案组, Гонконг, (реж. Кирк Вон)
- «Крылатые роллеры»/Airborne, США, (реж. Роб Боумен)
- «Лепрекон»/Leprechaun, США, (реж. Марк Джонс)
- «Линда»/Linda, США, (реж. Натаниель Гутман)
- «Линия, крест и кривая»/The Line, The Cross & The Curve, Великобритания, (реж. Кейт Буш)
- «Маленький Будда»/Little Buddha, Италия—Франция—Лихтенштейн—Великобритания, (реж. Бернардо Бертолуччи)
- «Между двух огней»/Profil bas, Франция, (реж. Клод Зиди)
- «Миссис Даутфайр»/ Mrs. Doubtfire, США, (реж. Крис Коламбус)
- «Мистер Джонс»/Mr. Jones, США, (реж. Майк Фиггс)
- «Монолит»/Monolith, США, (реж. Джон Эйрс)
- «Моя жизнь»/My Life, США, (реж. Брюс Джоэл Рубин)
- «Музыка по случаю»/The Music Of Chance, США, (реж. Филип Хаас)
- «На линии огня»/In the Line of Fire, США, (реж. Вольфганг Петерсен)
- «На расстоянии удара»/Striking Distance, США, (реж. Роуди Херрингтон)
- «Настоящая любовь»/True Romance, США, (реж. Тони Скотт)
- «Настоящая Маккой»/The Real McCoy, США, (реж. Расселл Малкэхи)
- «Невероятные приключения янки в Африке»/Zulu On My Stoep, ЮАР, (реж. Грей Хофмейр)
- «Невинный»/The Innocent, Великобритания—Германия, (реж. Джон Шлезингер)
- «Некуда бежать»/Nowhere to Run, США, (реж. Роберт Хармон)
- «Непристойное предложение»/Indecent Proposal, США, (реж. Эдриан Лайн)
- «Ниндзя-сёрферы»/Surf Ninjas, США, (реж. Нил Израэл)
- «Обнажённые»/Naked, Великобритания, (реж. Майк Ли)
- «Обыкновенное волшебство»/Ordinary Magic, Канада, (реж. Джайлз Уокер)
- «Остаток дня»/The Remains Of The Day, США—Великобритания, (реж. Джеймс Айвори)
- «Отчаянный папа»/Father Hoo, США, (реж. Даррелл Рудт)
- «Парк юрского периода»/Jurassic Park, США, (реж. Стивен Спилберг)
- «Парень с того света»/My Boyfriend’s Back, США, (реж. Боб Балабан)
- «Пианино»/The Piano, Новая Зеландия—Великобритания—Франция, (реж. Джейн Кэмпион)
- «Поединок в Диггстауне»/Diggstown, США, (реж. Майкл Ритчи)
- «Последний киногерой»/Last Action Hero, США, (реж. Джон Мактирнан)
- «Последний изгой»/The Last Outlaw, США, (реж. Джеф Мёрфи)
- «Похитители тел»/Body Snatchers, США, (реж. Абель Феррара)
- «Пришельцы»/Les Visiteurs, Франция, (реж. Жан-Мари Пуаре)
- «Прощай, моя наложница»/Farewell My Concubine, Китай—Гонконг, (реж. Чэнь Кайгэ)
- «Раз, два, три... замри!»/Un, deux, trois, soleil, Франция, (реж. Бертран Блие)
- «Разрушитель»/Demolition Man, США, (реж. Марко Брамбилла)
- «Робин Гуд: Мужчины в трико»/Robin Hood: Men in Tights, США, (реж. Мел Брукс)
- «Робокоп 3»/RoboCop 3, США, (реж. Фред Деккер)
- «Ромео истекает кровью»/Romeo Is Bleeding, США, (реж. Питер Медак)
- «С меня хватит!»/Falling Down, США, (реж. Джоэл Шумахер)
- «Секс, ложь, безумие»/Dream Love, США, (реж. Николас Казан)
- «Скалолаз»/Cliffhanger, США, (реж. Ренни Харлин)
- «Соммерсби»/Sommersby, США—Франция, (реж. Джон Эмиел)
- «Список Шиндлера»/Schindler’s List, США, (реж. Стивен Спилберг)
- «Сонатина»/ソナチネ, Япония, (реж. Такэси Китано)
- «Стальные когти»/黃飛鴻之鐵雞鬥蜈蚣, Гонконг, (реж. Вон Чин)
- «Стреляй!»/Disapara!, Испания—Италия, (реж. Карлос Саура)
- «Супербратья Марио»/Super Mario Bros, США, (реж. Рокки Мортон, Аннабель Янкель)
- «Сын Розовой пантеры»/Son of the Pink Panther, США, (реж. Блейк Эдвардс)
- «Таинство вознесения»/The Secret Rapture, Великобритания, (реж. Ховард Дейвис)
- «Три сердца»/Three Of Hearts, США, (реж.	Юрек Богаевич)
- «Три цвета: Синий»/Trois Couleurs: Bleu, Франция—Швейцария—Польша, (реж. Кшиштоф Кесьлёвский)
- «Трудная мишень»/Hard Target, США, (реж. Джон Ву)
- «Тумстоун: Легенда Дикого Запада»/Tombstone, США, (реж. Джордж Пан Косматос)
- «Убийство в провинции»/Murder in the Heartland, США, (реж. Роберт Марковиц)
- «Фантоцци в раю»/Fantozzi in paradiso, Италия, (реж. Нери Паренти)
- «Филадельфия»/Philadelphia, США, (реж. Джонатан Демми)
- «Фирма»/The Firm, США, (реж. Сидни Поллак)
- «Хронос»/Cronos, Мексика, (реж. Гильермо дель Торо)
- «Царь горы»/King of the Hill, США, (реж. Стивен Содерберг)
- «Час свиньи»/The Hour Of The Pig, Великобритания—Франция, (реж. Лесли Мегахи)
- «Черепашки-ниндзя III»/Teenage Mutant Ninja Turtles III, США, (реж. Стюарт Гиллард)
- «Что гложет Гилберта Грэйпа»/What’s Eating Gilbert Grape, США, (реж. Лассе Халльстрём)
- «Шикарная жизнь»/Lush Life, США, (реж. Майкл Элиас)
- «Щепка»/Sliver, США, (реж. Филипп Нойс)
- «Эмос и Эндрю»/Amos & Andrew, США, (реж. И. Макс Фрай)
- «Эпоха невинности»/The Age of Innocence, США, (реж. Мартин Скорсезе)
- «Я не хочу об этом говорить»/De Eso No Se Habla, Аргентина—Италия, (реж. Мария Луиса Бемберг)

### Фильмы постсоветских республик

#### Азербайджан
- Зов (Haray) — режиссёр Орудж Курбанов
- Красный поезд — режиссёр Хафиз Фатуллаев
- Крик (Fəryad) — режиссёр Джейхун Мирзоев
- Пёс — режиссёр Тофик Тагизаде
- Тахмина (Təhminə) — режиссёр Расим Оджагов

#### Грузия
- Тбилиси - мой дом (Tbilisi chemi sakhlia) — режиссёр Эрекле Бадурашвили

#### РФ
- «Американский дедушка» (реж. Иван Щёголев);
- «Грех. История страсти» (реж. Виктор Сергеев);
- «Завещание Сталина» (реж. Михаил Туманишвили);
- «Кодекс бесчестия» (реж. Всеволод Шиловский)
- «Любовь по заказу» (реж. Ярополк Лапшин);
- «Макаров» (реж. Владимир Хотиненко);
- «Над тёмной водой» (реж. Дмитрий Месхиев);
- «Настя» (реж. Георгий Данелия);
- «Русский бизнес» (реж. Михаил Кокшенов, Марк Айзенберг);
- «Русский регтайм» (реж. Сергей Урсуляк);
- «Серые волки» (реж. Игорь Гостев);
- «Сны» (реж. Карен Шахназаров);
- «Сотворение Адама» (реж. Юрий Павлов);
- «Супермен поневоле, или Эротический мутант» (реж. Станислав Гайдук и Никита Джигурда);
- «Трам-тарарам, или Бухты-барахты» (реж. Эльдор Уразбаев);
- «Ты есть…» (реж. Владимир Макеранец);
- «Ты у меня одна» (реж. Дмитрий Астрахан);
- «Урод» (реж. Роман Качанов);
- «Эта женщина в окне» (реж. Леонид Эйдлин);
- «Не стреляйте в пассажира» (реж. Хуссейн Еркенов).

#### Фильмы совместных производителей

##### Двух или более киностудий
- «Дети чугунных богов» (реж. Тамаш Тот);
- «Пистолет с глушителем» (реж. Валентин Ховенко);
- «Про бизнесмена Фому» (реж. Валерий Чиков);

##### Двух или более стран
- «Барабаниада» (реж. Сергей Овчаров);
- «Мечты идиота» (реж. Василий Пичул);
- «Окно в Париж» (реж. Юрий Мамин);
- «Предсказание» (реж. Эльдар Рязанов);

## Награды

### Премия «Золотой глобус»
50-я церемония вручения наград американской премии «Золотой глобус» состоялась 24 января 1993 года в отеле «Беверли-Хилтон», Лос-Анджелес, США. Почётная награда имени Сесиля Б. Де Милля за жизненные достижения в области кинематографа была вручена американской актрисе Лорен Бэколл.
- Лучший фильм (драма): «Запах женщины»
- Лучший фильм (комедия или мюзикл): «Игрок»
- Лучший режиссёр: Клинт Иствуд — «Непрощённый»
- Лучшая мужская роль (драма): Аль Пачино — «Запах женщины»
- Лучшая женская роль (драма): Эмма Томпсон — «Говардс-Энд»
- Лучшая мужская роль (комедия или мюзикл): Тим Роббинс — «Игрок»
- Лучшая женская роль (комедия или мюзикл): Миранда Ричардсон — «Колдовской апрель»
- Лучшая мужская роль второго плана: Джим Хэкмен — «Непрощённый»
- Лучшая женская роль второго плана: Джоан Плаурайт — «Колдовской апрель»
- Лучший сценарий: Бо Голдмэн, Руджеро Маккари, Дино Ризи — «Запах женщины»
- Лучший фильм на иностранном языке:  «Индокитай»

### Кинофестиваль «Сандэнс»
Кинофестиваль «Сандэнс-1993» прошёл с 21 по 31 января в городе Парк-Сити, штат Юта, США.
- Лучший американский художественный фильм: «Публичный доступ», «Руби в раю»
- Лучший американский документальный фильм: «Дети судьбы: Жизнь и смерть в сицилийской семье», «Жизнь в Сильверлейке»

## Скончались
- 25 апреля — Роберт Врхота, чешский и чехословацкий актёр театра, кино и телевидения.